# Luke P. Blackburn
Pour l’article homonyme, voir Blackburn.
Luke Pryor Blackburn, né le 16 juin 1816 dans le comté de Woodford et mort le 14 septembre 1887 à Frankfort, est un homme politique américain, membre du Parti démocrate. Il est le 28e gouverneur du Kentucky.